# Eboracum
Eboracum, o Eburacum, era l'antico nome romano dell'odierna città di York fondata nel 71 da Quinto Petilio Ceriale, governatore al tempo di Vespasiano. Il nome di "Eboracum" si crede derivi dal celtico Eborakon che probabilmente significava "posto dell'albero di tasso". La parola era simile al celtico eburos (efwr in gallese, iobhar in irlandese, iorc in scozzese, e evor in bretone), e questa parola è alla base del toponimo in molte parti dei paesi europei di lingua celtica: Eburobrittium (Évora) in Hispania Lusitania, Ebura in Hispania Baetica, e nei nomi tribali come i Celtiberi Eburanci, o gli Eburoni ed Eburovici della Gallia, poi latinizzato rimpiazzando -acon con -acum.

## Storia

### Occupazione diEburacumsotto i Flavi nel I secolo
Eburacum venne fondata sotto Vespasiano, impegnato, prima direttamente poi attraverso i suoi emissari, ad estendere verso nord il territorio controllato dall'impero in Britannia, che già Claudio aveva portato fino al Tamigi.

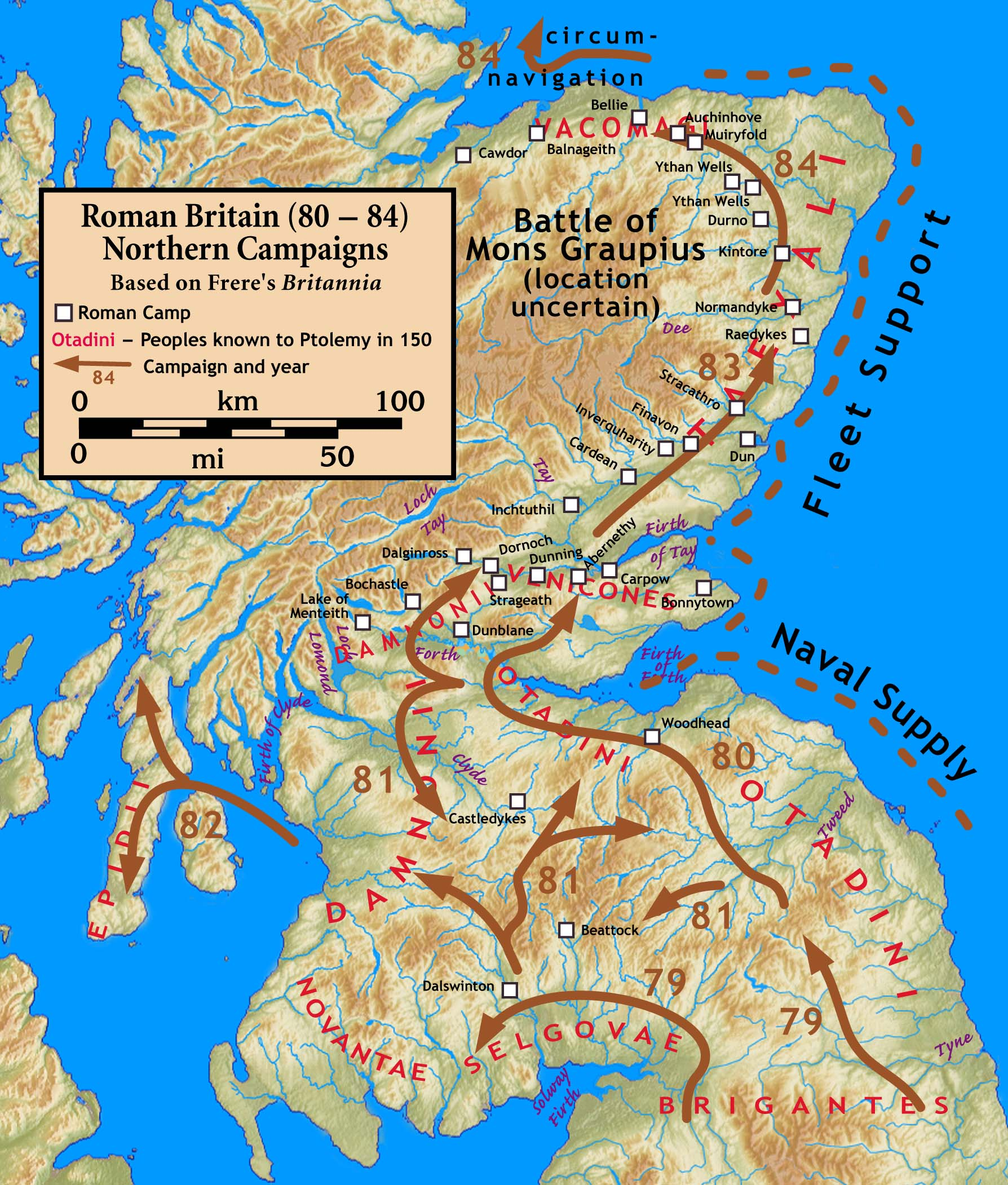
Le campagne in Caledonia di Agricola ebbero in Eburacum il quartier generale invernale negli anni 77-83/84.

Nel 71 divenne governatore della Britannia, Quinto Petilio Ceriale, il quale portò con sé, nell'isola, la II Adiutrix, la quarta legione dell'esercito provinciale. Quest'ultimo fu coadiuvato nelle sue azioni militari da Gneo Giulio Agricola, comandante della XX Valeria Victrix. 

In qualità di governatore, Ceriale condusse una campagna militare contro i Briganti nella Britannia settentrionale ponendo per la prima vota una fortezza legionaria a Eboracum. Nel 74 Ceriale lasciò l'incarico e tornò a Roma.
Negli anni successivi i romani conquistarono buona parte dell'isola grazie alle campagne del nuovo governatore, Gneo Giulio Agricola, suocero dello storico Tacito, il quale sottomise gli Ordovici nel 77 e i Caledoni nell'83, nella battaglia del Monte Graupio (nell'odierna Scozia del nord). Agricola utilizzò Eburacum come quartier generale invernale (hiberna). Poco dopo la vittoria, Agricola fu richiamato in patria e i romani si ritirarono sulla linea del più difendibile istmo del Forth-Clyde.

### II secolo: da Adriano a Settimio Severo

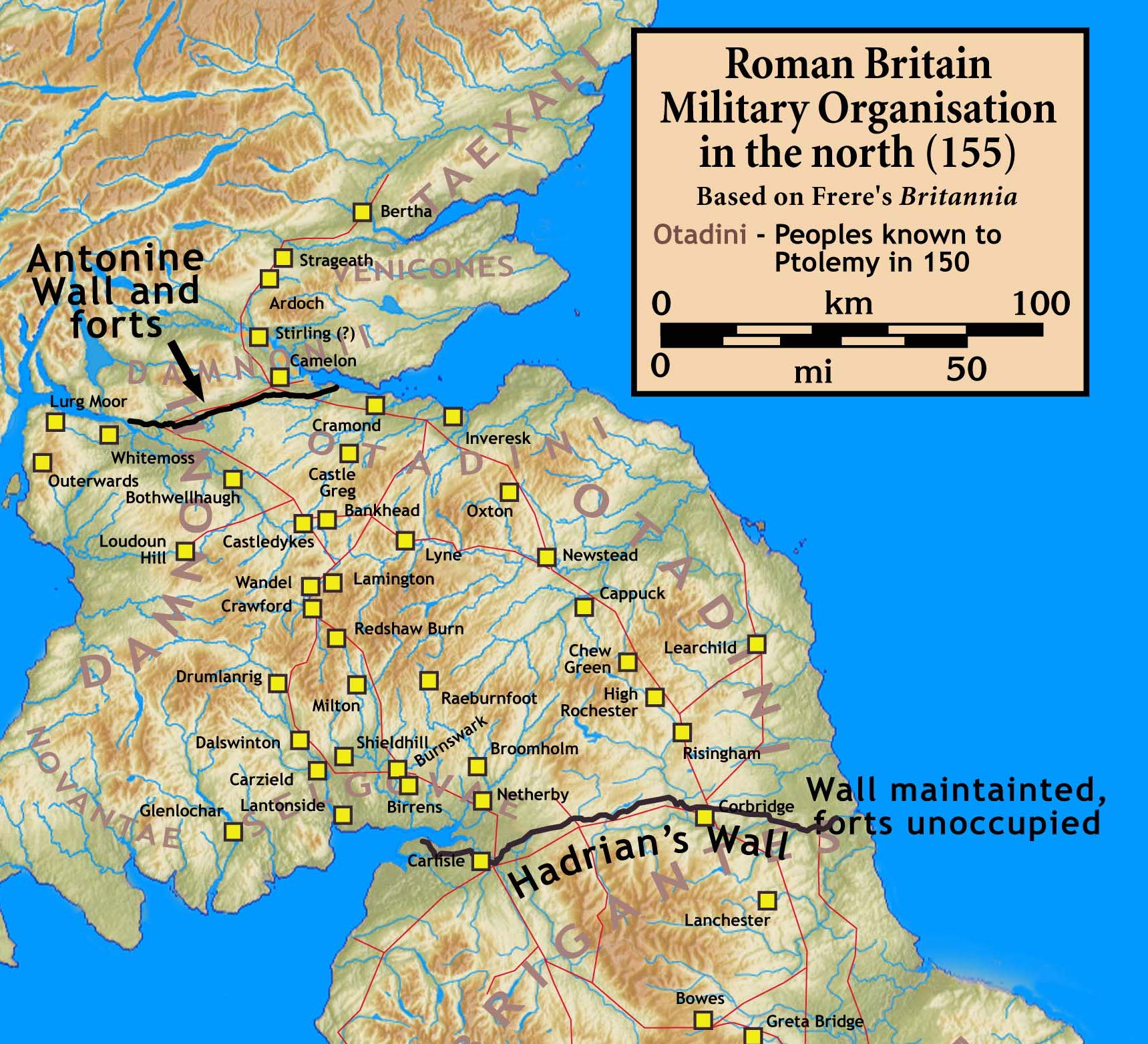
Il Vallo di Antonino Pio attorno al 155 al termine delle campagne in Britannia di Quinto Lollio Urbico.

Nel 105 un'importante invasione dei Britanni partita dalla Caledonia arrecò devastazione in numerosi forti di confine (per esempio a Trimontium, oggi Newstead), tanto che alcuni furono abbandonati. La campagna in Dacia aveva infatti indotto l'imperatore Traiano a ritirare parte delle truppe provinciali, riducendone così gli effettivi; si era dunque rinunciato alla difesa delle nuove conquiste di Domiziano nella Scozia centrale. La frontiera sembra sia stata spostata verso sud fino alla linea dello Stanegate, presso la linea Solway-Tyne. Alcuni reparti ausiliari sarebbero stati inviati nell'isola dalle due Germanie per arginare quest'invasione.
Nel 122 l'imperatore Adriano fece visita quasi certamente alla fortezza legionaria di Eburacum, da dove una strada conduceva a nord fino allo Stanegate (linea di fortificazioni adottata sotto Traiano), lungo il quale fu programmata la costruzione del vallo di Adriano. Adriano aveva portato con sé la VI Victrix, al fine di sostituire la IX Hispana che partiva da Eburacum per la Germania inferiore e allo scopo di contribuire alla costruzione delle fortificazioni appena pianificate più a nord. I rilievi archeologici hanno dimostrato che, durante questa prima metà del secolo, vi fu una notevole instabilità politica in Scozia; lo spostamento della frontiera più a sud sarebbe da collegarsi a questo contesto.
Questa frontiera venne spinta verso l'istmo di Forth-Clyde a partire dal regno di Antonino Pio. Nel 142 circa venne costruito il vallo Antonino, più a nord di quello di Adriano, dopo una nuova serie di campagne militari. Eburacum rimaneva così nelle retrovie a costituire una riserva strategica dietro i due valli.
Una quindicina di anni più tardi, nel 155-157, si verificò una nuova crisi quando i Briganti si rivoltarono e costrinsero le armate romane a ritirarsi a sud lungo il più antico vallo di Adriano. Il confine del vallo di Antonino fu rioccupato un anno più tardi, ma fu poi abbandonato definitivamente nel 163-164, durante il regno di Marco Aurelio.
Attorno al 181 il vallo di Adriano subì pesanti attacchi da parte dei Pitti e il governatore o il comandante di frontiera fu ucciso in battaglia assieme alle sue armate, tanto che Dione descrive l'evento come il più difficile dell'intero regno di Commodo. Il nuovo governatore, Ulpio Marcello, fu inviato quello stesso anno e dovette combattere per tre anni fino a quando, al termine del 184, riuscì a battere pesantemente le tribù ribelli del nord della Scozia ed ottenere la pace. Quest'ultima fu turbata però da un ammutinamento delle sue truppe, che avevano eletto come nuovo governatore un certo Prisco, che rifiutò l'incarico. Venne così inviato il futuro imperatore Pertinace, il quale alla fine ottenne la resa dei capi della rivolta e riportò l'ordine nelle armate della provincia e nelle fortezze militari, Eburacum compresa.
La guerra civile che seguì all'assassinio di Commodo, vide Clodio Albino impossessarsi dell'isola insieme alle Gallie. Lo scontro con l'altro pretendente al trono imperiale, Settimio Severo, portò Albino nel 196 a sguarnire le frontiere della provincia di Britannia, per recarsi nelle Gallie a combattere. Di conseguenza le genti a nord del vallo compirono incursioni, portando non poche devastazioni nei territori a nord di Eburacum, che riuscì invece a salvarsi. Albino, infine, soccombette poco dopo alle armate di Settimio Severo, il quale, una volta divenuto imperatore e dopo aver organizzato i confini imperiali in Oriente, nel 197 divise l'antica provincia in Inferior e Superior. Negli ultimi anni di vita, dalla fine del 208/inizi del 209 al 211, condusse personalmente nuove campagne in Scozia, facendo di Eboracum il suo quartier generale dove era con i figli Caracalla e Geta e dove morì nel 211. A Eboracum fu dedotta sotto il suo regno o quello del figlio Caracalla una colonia.

### III secolo
Le popolazioni del nord della Britannia tornarono a creare problemi alla fine del regno di Probo. Il nuovo imperatore, Caro, prima di partire per la campagna contro i Persiani, affidò la parte occidentale dell'impero al figlio maggiore, Carino, il quale nel 284 compì una campagna oltre il vallo di Adriano, utilizzando molto probabilmente Eburacum come quartier generale, e riuscendo a battere le popolazioni del nord, riportando ordine in quest'area. In seguito a questi successi gli fu dato l'appellativo di Britannicus maximus.
Un paio di anni più tardi, nel 286, un certo Carausio riuscì ad ottenere l'indipendenza dell'isola dal resto dell'Impero romano (riorganizzato da Diocleziano sulla base di un sistema tetrarchico). Al cesare Costanzo Cloro fu affidato il compito di sedare la rivolta, cosa che avvenne solo undici anni più tardi, nel 297. Ciò determinò la successiva suddivisione della Britannia in quattro sotto-province: la Maxima Caesariensis e la Britannia Prima (dalla precedente Britannia Superior), e la Flavia Caesariensis, con capitale Londra, e la Britannia Secunda, con capitale Eburacum, (dalla precedente Britannia Inferior).

### IV secolo

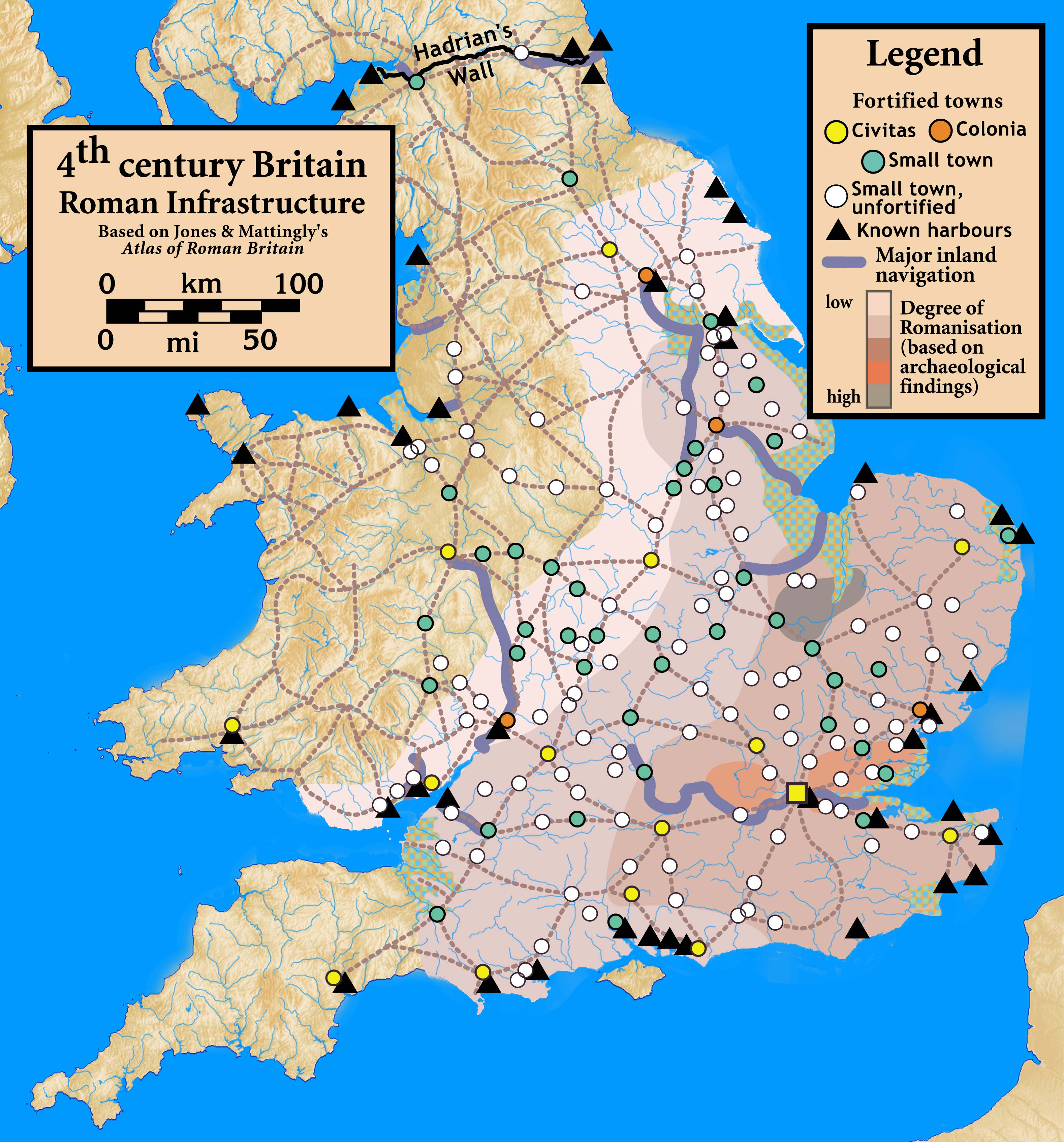
La Britannia romana nel IV secolo.

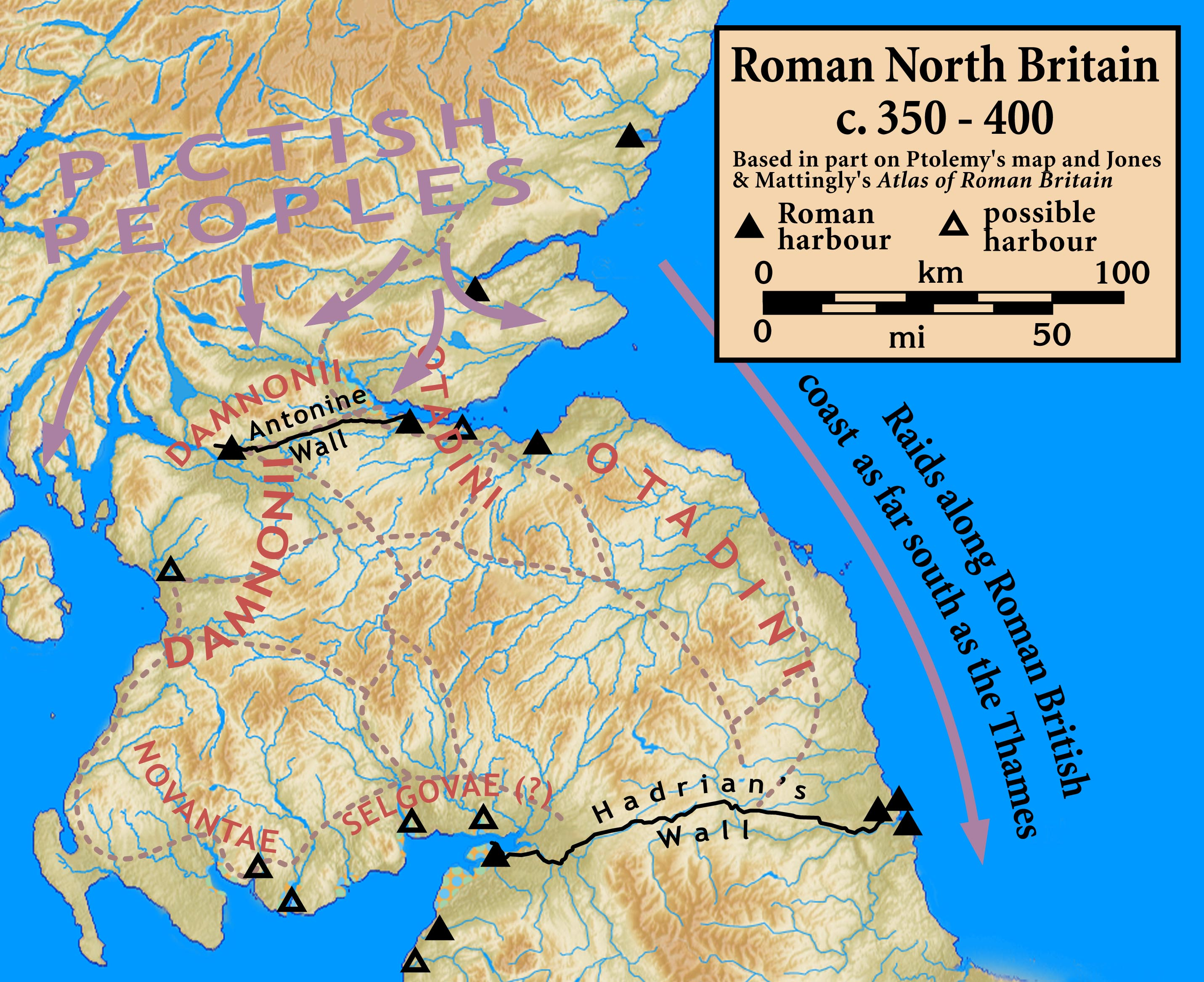
La Britannia settentrionale tra il 350 ed il 400.

Costanzo Cloro tornò in Britannia nel 306 con l'intento di invadere la parte settentrionale dell'isola, nonostante il suo cattivo stato di salute. Poco si sa però di queste sue campagne militari, restandone pochissime testimonianze archeologiche. Sembra però che egli abbia raggiunto le zone più a nord della Britannia e che abbia vinto una grande battaglia all'inizio dell'estate, prima di tornare a Eburacum, dove morì il 25 luglio del 306, e dove il figlio, Costantino I, fu a sua volta proclamato augusto dal generale Croco e dall'esercito di Britannia. La sua elezione era avvenuta secondo un principio dinastico, invece che secondo il sistema di successione tetrarchico creato da Diocleziano.
Dal 350 al 353 la Britannia fu in mano a un nuovo usurpatore, Magnenzio, che era succeduto a Costante I, figlio di Costantino I. Dopo la sconfitta e la morte di Magnenzio nella battaglia di Mons Seleucus del 353, Costanzo II riprese il possesso dell'isola.
Nel corso del IV secolo, anche la Britannia fu soggetta a sempre maggiori attacchi dall'esterno da parte dei Sassoni dall'est e degli Irlandesi da ovest, oltre a Pitti e Scoti da nord. Fu quindi costruita tutta una serie di forti lungo la costa soprattutto orientale (il cosiddetto litus Saxonicum), per difendere i territori interni da possibili invasioni.
Le difese tuttavia non si rivelarono sufficienti nel 367, quando un assalto congiunto scatenato da Sassoni, Irlandesi e Attacotti, avvenuto in concomitanza di una rivolta generale della guarnigione sul vallo di Adriano, devastò e prostrò la Britannia romana. Nel 369 il padre del futuro imperatore Teodosio I, Flavio Teodosio, fu inviato da Valentiniano I in Britannia e ottenne decisive vittorie contro le bellicose tribù della Caledonia. Mostrò una grande clemenza, liberando una moltitudine di prigionieri e restituendo gran parte del bottino di guerra ai legittimi proprietari, dopo averne riservata una piccola parte per i suoi soldati. Accolto in trionfo dalla popolazione di Londra, Teodosio, ottenuto dalla corte di Treviri un luogotenente militare e un governatore civile, si impegnò per la liberazione dell'isola. Nelle due campagne successive non riuscì a ottenere una vittoria definitiva sulle popolazioni barbariche, ma riuscì a cacciarle oltre il vallo di Adriano, recuperando quindi anche la stessa Eburacum, e creando una nuova provincia, la Valentia, in onore del suo imperatore Valentiniano. I panegirici narrano numerose altre imprese di Teodosio, che avrebbe raggiunto la remota regione della Tule, dove avrebbe inflitto una sonora sconfitta ai Pitti, e che con la sua flotta avrebbe navigato fino all'Oceano Iperboreo, infliggendo una sconfitta navale ai pirati sassoni presso le isole Orcadi.

### Fine di Eburacum
Molte delle truppe richieste alla provincia di Britannia dopo la devastante sconfitta di Adrianopoli del 378 non fecero più ritorno nell'isola, iniziando un processo ormai inevitabile di abbandono della provincia romana al suo destino. Le crescenti ondate di invasioni barbariche in Britannia della fine del IV secolo non fecero che peggiorare la situazione ormai precaria. Sembra che la pace nell'area sia stata ristabilita attorno al 399. A ogni modo, nel 401 altre truppe furono ritirate dall'isola e trasferite in Europa per fronteggiare Alarico.
La vita urbana rallentò progressivamente a partire dalla metà del IV secolo, tant'è che la scarsità di monete coniate tra il 378 e il 388 testimonia una combinazione di declino economico dilagante, con una collegata diminuzione del numero di militari e dei problemi ad essi collegati per il pagamento del soldo. Nel 407 le legioni della Britannia acclamarono come imperatore Costantino III, che attraversò la Manica ma fu sconfitto dalle truppe del legittimo imperatore d'Occidente Onorio. Non si sa, dopo questo evento, quante truppe romane rimanessero effettivamente in Britannia. Nel 408 un'incursione sassone fu apparentemente respinta dalla popolazione locale e Zosimo narra che sempre i nativi espulsero nel 409 l'amministrazione civile romana (ma Zosimo potrebbe riferirsi alla rivolta dei Bretoni dell'Armorica). Una successiva richiesta di aiuto da parte dei Britanni fu respinta dall'imperatore Onorio nel 410. A questo punto la politica e la giustizia furono prese in mano dalle autorità municipali e piccoli signori della guerra andarono emergendo in tutta la Britannia.

## Archeologia del sito

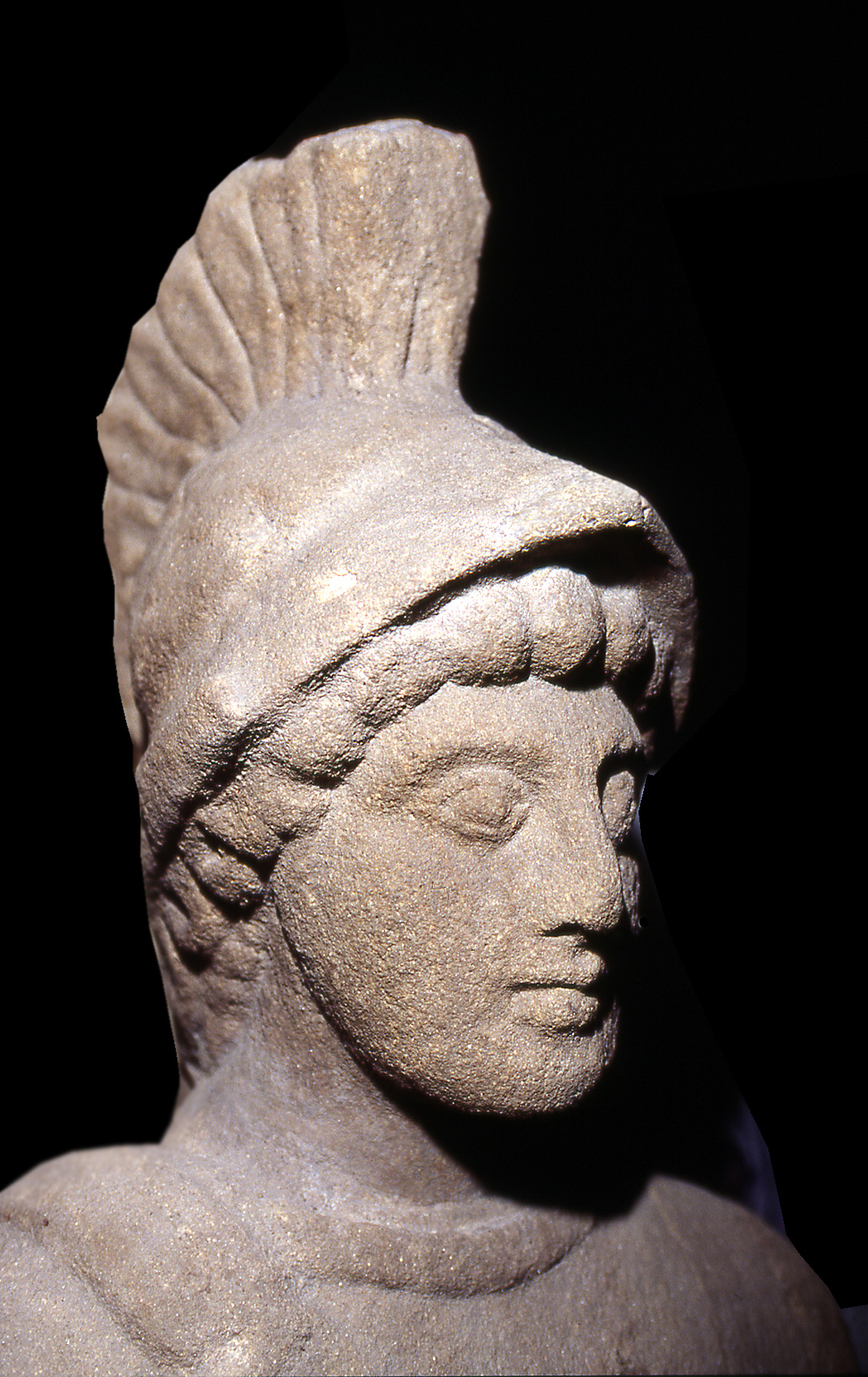
Testa di una statua di Marte, Museo di Yorkshire

Al momento della sua fondazione Eboracum era una fortezza legionaria che copriva circa 20,23 ettari di superficie. Le prime costruzioni (dalla palizzata lungo il perimetro esterno, al Praetorium, ai Principia, al Valetudinarium fino ai baraccamenti) erano fatti di legno, con un terrapieno tutto intorno al grande campo, che per quell'epoca era di dimensioni standard. Questo primo campo fu costruito dalla legio IX Hispana nel 71. Successivamente furono aggiunte delle merlature di legno, sostituite più tardi da mura e torri in pietra (attorno al 107/108). Il centro della fortezza legionaria di Eburacum si trovava appena a nord-ovest della confluenza dei fiumi Fosse e Ouse, che proteggevano quindi l'accampamento legionario lungo i lati sud ed est. L'insediamento civile (canabae) e la successiva colonia crebbero sulla riva sud del fiume Ouse, lungo la strada che conduceva alla fortezza. Sembra infine che rovine della Palatini domus o residenza imperiale ad Eburacum, siano state trovate sotto la vecchia stazione Yard di York, dove nel 1929 furono rinvenuti i resti di una grande vasca, una delle più grandi dell'intera Gran Bretagna.